# Havgrímur
Havgrímur, også ofte kaldt Hafgrim (900-tallet i Hov, Færøerne – 970 på Stóra Dímun), var en kendt færøsk vikingehøvding. 
Havgrímur var foruden at være høvding gode og præst (blótsmaður mikil) i den nordiske religion i Vikingetiden på Færøerne. Han herskede over halvdelen af Færøerne, mens den anden halvdel blev kontrolleret af Brestir Sigmundsson og hans broder Beinir Sigmundsson. Havgrímur havde sin del som len af den norske konge Harald II
Han var gift med Guðrið, en datter af vikingen Snæúlvur, som var indvandret fra Hebriderne. Sammen havde de sønnen Øssur Havgrímsson. Ifølge Færingesagaen havde Havgrímur et hidsigt temperament og ikke den helt store intelligens.
I 969 sad han sammen med våbenfællerne Einar Suðringur og Eldjarn Kambhøttur hjemme i Hov. Sammenkomsten udviklede sig til striden mellem Einar og Eldjarn, som blev begyndelsen til fejden, der de næste 65 år prægede Færøerne. Da Havgrímur i dette anliggende blev afvist af Lagtinget på Tinganes, smedede han i 970 sammensværgelsen til mordet på Brestir og Beinir. Ifølge Færingesagaen tog han personligt del i mordet. I kampen på Stóra Dímun, hvor begge blev dræbt, faldt han også sammen med fem af sine mænd.
,
I Hov står der en oprejst sten, som mindes ham som en mand, der faldt i kamp. Hans grav befinder sig også i Hov, (ca. 120 m over havet i den dyrkede indmark nord for Hov), som er markeret med to sten. Graven blev på amtmand Christian Plöyens foranledning udgravet omkring 1835 af bonden Ole Mortensen, Hov. Efter mandens beretning er stensætningen af strandsten, som er ført fra stranden op i 120 m højde. Stensætningen ophørte, når man kom noget dybere. Ved udgravningen fandtes nogle få jernstykker, enkelte knogler og en lille hvæssesten. Sagerne var af en sådan beskaffenhed, at en nærmere bestemmelse, endsige datering, var udelukket. Alligevel taler omstændighederne for, at der er tale om en vikingegrav. Der er to stenhøje, hvoraf den ene ifølge et lokalt sagn skulle være graven med hans hest.
Havgrimurs søn, Øssur Havgrímsson, var 10 år gammel, da Tróndur í Gøtu tog ham til sig.